# 沈灼
沈灼（1477年—1525年），字文燦，直隸嘉定縣人。明朝政治人物。

## 生平
治《易經》，由國子生中式弘治十四年（1501年）辛酉科應天府鄉試第十八名舉人，正德三年（1508年）戊辰科會試第四十九名，第三甲第十名進士。正德九年（1514年）六月任廣西道監察御史，出按福建、江西。曾揭发宁王朱宸濠。正德末养病。
嘉靖元年（1522年）五月病愈，復除浙江道御史，七月疏陈四渐：一经筵辍讲、二诘责言官、三数逮有司、四偏信内侍，以忤旨奪俸三月。二年（1523年）二月外放福建按察司佥事，又揭发致仕刑部尚書张子麟为宁王朱宸濠余黨。不久因議大禮忤旨，于是沈灼和同僚曹鍷、方鳳同日挂冠而去，時稱“三諫”。蘇州知府胡纘宗將三人姓名刻於苏州虎丘石壁。

## 家族
曾祖沈箎。祖父沈輔，為朝廷旌表孝子。父沈棠。母黄氏。重庆下，從兄沈炤，给事中。沈燿。弟沈煾、沈勲、沈煦、沈爚、沈烋、沈烈、沈焃、沈焘、沈焯、沈墨。